# Große Schnabelmuschel
Die Große Schnabelmuschel (Nuculana pernula) ist eine Muschel-Art aus der Familie der Nuculanidae (Ordnung Nuculanida) in der Unterklasse Protobranchia.

## Merkmale
Das gleichklappige, mäßig geblähte, länglich-eiförmige Gehäuse läuft hinten schmal aus; das Hinterende ist abgestutzt und leicht konvex gerundet. Der Wirbel sitzt deutlich vor der Mitte, d. h. der hintere Gehäuseteil ist etwa doppelt so lang wie das vordere Teil des Gehäuses. Das Gehäuse wird bis etwa 28 mm lang. Der Ventralrand ist weit gebogen, der Dorsalrand gewinkelt. Der vordere Teil des Dorsalrandes ist schwach nach oben gebogen, der hintere Dorsalrand ist gerade bis leicht konkav gebogen. Sie besitzt kurze verwachsene Siphonen; die Mantellinie ist aber nur schwach eingebuchtet.
Die elliptische Area zeigt nur undeutliche Ränder und ist nur schwach erhaben. Die Lunula ist lang, lanzettförmig, deutlich erhaben mit mäßig scharfen Rändern. Vom Wirbel zum Hinterende bzw. Rostrum zieht sich ein deutlicher Kiel.
Das Schloss ist taxodont und vergleichsweise kräftig. Der Schlossrand ist nur schwach gebogen oder leicht gewinkelt, der Winkel bzw. Bogen befindet sich unter dem Wirbel und dem Ligament. Die Schlossplatte ist vor dem Wirkel leicht nach außen (oben) gebogen. Sie ist schmal unter dem Wirbel und nimmt zum Vorderende an Breite zu. Hinter dem Wirkel ist die Schlossplatte leicht konkav (nach innen) gewölbt. Das Ligament liegt innen, opisthodet mit einem gerundet-dreieckigen Ligament auf einem Resilifer (Ligamentträger). Im vorderen Teil des Schlosses stehen 16 zur Schlossmitte abgewinkelte, gleichförmige Zähnchen, im hinteren Teil des Schlosses sind es 19 Zähnchen, die ebenfalls zur Schlossmitte hin gewinkelt sind.
Die Oberfläche ist regelmäßig fein konzentrisch berippt mit gröberen, unregelmäßigen Wachstumsunterbrechungen. Der Gehäuserand ist glatt. Das Periostracum ist blass-olivgrün bis dunkel-olivbraun und blättert leicht ab. Die Oberfläche ist schwach glänzend. Die weißliche Schale ist dünn und spröde.

## Ähnliche Art
Die im Durchschnitt etwas kleinere Kleine Schnabelmuschel (Nucula minuta) ist nicht ganz so schlank wie die Große Schnabelmuschel (Nuculana pernula). Erstere Art ist zudem gröber berippt.

## Geographische Verbreitung und Lebensraum
Die Große Schnabelmuschel kommt auf beiden Seiten des Nordatlantiks vor. Im Osten reicht das Verbreitungsgebiet von der Arktis bis in die Biskaya, im Westen von Grönland bis an die Ostküste der USA. Sie kommt auch in der Nordsee vor und dringt sogar in die westliche Ostsee vor.
Sie lebt auf Schlickböden von etwa 9 Meter bis in 900 Meter Wassertiefe.

## Taxonomie
Das Taxon wurde 1779 von Otto Friedrich Müller als Arca pernula in die wissenschaftliche Literatur eingeführt. Das Taxon wurde früher auch zur Gattung Leda Schumacher, 1817 gestellt, ein jüngeres Synonym von Nuculana Link, 1807.

## Belege

### Online
- Marine Bivalve Shells of the British Isles: Nuculana pernula (Müller, 1779) (Website des National Museum Wales, Department of Natural Sciences, Cardiff)